# Kurská jaderná elektrárna II
Kurská jaderná elektrárna II (rusky Курская АЭС-2) je jadernou elektrárnou ve výstavbě v Rusku. Nachází se poblíž města Kurčatov v Kurské oblasti vedle staré jaderné elektrárny. Její primární účel je nahradit dosluhující jadernou elektrárnu o čtyřech blocích RBMK. Jde o jeden z hlavních projektů ruské jaderné energetiky.

## Historie a technické informace

### Počátky
Projekt výstavby nové jaderné elektrárny v Kurské oblasti začal vznikat již v 90. letech 20. století. Tehdy bylo plánováno dokončit 5. blok staré elektrárny a dále postavit dva VVER-1000/392. Celkový výkon obou elektráren by tak činil 7000 MW. Původně se bloky měly nacházet vedle bloku 5 kousek od místa, kde byl původně plánován šestý blok RBMK. Chlazení mělo být zprostředkováno otevřeným terciárním okruhem s vodní nádrží. K výstavbě však z ekonomických důvodů nikdy nedošlo, ostatně ani k dokončení samotného 5. bloku ve staré elektrárně.
Na začátku 20. století se předpokládalo, že elektrárna bude vybavena čtyřmi VVER-1200 z tehdy nového projektu AES-2006. Tehdejší projekt se již nacházel na místě, kde stojí i novodobý projekt. Dne 1. března 2011 Státní duma projekt schválila pod podmínkou, že bude postaven dle nejnovějšího projektu AES-2010, takže s reaktory VVER-TOI. 12. září 2013 proběhla v Kurčatově veřejná slyšení o výstavbě jaderné elektrárny.
Výstavba elektrárny byla schválena vládou Ruské federace v roce 2013, kdy byly i určeny prvotní termíny pro uvedení prvního bloku do komerčního provozu v roce 2019. Aktuální harmonogram počítá se zprovozněním bloku v roce 2024.
Dne 5. září 2014 byla na staveništi elektrárny Kursk II položena pamětní kapsle do základů nového silničního mostu.

### Technické informace a výstavba
Elektrárna bude disponovat čtyřmi tlakovodními ruskými reaktory VVER-TOI o hrubém výkonu 1255 MW každý. Do sítě bude každý z nich odesílat 1200 MW. Reaktory VVER-TOI vychází z VVER-1200.
Životnost reaktorů bude 60 let s možností rozšíření až na 100 let.

### První a druhý blok
Výstavba prvního bloku započala dne 29. dubna 2018, kdy byly nality první kubíky betonu do základů nového bloku. Toto lití bylo dokončeno 2. července 2018. Dne 15. října 2018 byl instalován lapač jádra v prvním bloku.
Dne 1. listopadu 2018 byly zahájeny první elektroinstalační práce na druhém bloku, zahrnující základy druhého bloku před zalitím prvního betonu. 15. dubna 2019 byla zahájena výstavba druhého bloku a nality první kubíky betonu do základů. Lití základů bylo dokončené 21. června 2019. 8. července 2020 byla zahájena výstavba 179 metrové chladicí věže prvního bloku, která se po dokončení stala nejvyšší v Rusku. Pro srovnání, chladicí věže Temelína mají 155 metrů. V září 2021 na staveniště dorazila první tlaková nádoba určená pro první blok jaderné elektrárny. V červnu 2022 byla instalována tlaková nádoba do budovy prvního bloku elektrárny. Do prvního bloku bylo na konci ledna 2024 instalováno turbosoustrojí o celkové hmotnosti 800 tun. V listopadu 2023 dorazila na staveniště druhá tlaková nádoba. V červnu 2024 dorazilo do elektrárny první jaderné palivo.

### Třetí a čtvrtý blok
V srpnu 2024 vláda Ruska oznámila, že v rámci nového programu výstavby jaderných elektráren budou do roku 2031, respektive 2034 zprovozněny dva další bloky VVER-TOI v Kurské jaderné elektrárně II. Oba bloky budou disponovat hrubým výkonem 1255 MW a čistým výkonem 1115 MW. Třetí blok elektrárny získal povolení od Rostechnadzoru v březnu 2025.

## Boje v Kurské oblasti
V důsledku bojů v Kurské oblasti, kdy Ukrajina v rámci ruské invaze na Ukrajinu provedla vpád do Kurské oblasti, byla podstatně zvýšena obrana jaderné elektrárny jakožto jaderného zařízení. Ministerstvo obrany Ruska dne 17. srpna 2024 obvinilo Ukrajinu z plánování útoku na jadernou elektrárnu a následně z toho obviní Moskvu. Ministerstvo také uvedlo, že v případě útoku, který by kontaminoval široké okolí tvrdě zareaguje. V rámci ochrany byla stažena většina pracovníků, kteří pracovali na výstavbě nových čtyř bloků až do odvolání.

## Informace o reaktorech
| Reaktor    | Typ reaktoru   | Výkon   | Výkon   | Zahájení výstavby | Připojení k síti | Uvedení do provozu | Uzavření |
| Reaktor    | Typ reaktoru   | Čistý   | Hrubý   | Zahájení výstavby | Připojení k síti | Uvedení do provozu | Uzavření |
| ---------- | -------------- | ------- | ------- | ----------------- | ---------------- | ------------------ | -------- |
| Kursk II-1 | VVER-1300/510K | 1115 MW | 1255 MW | 29. 4. 2018       | 2025             | 2025               |          |
| Kursk II-2 | VVER-1300/510K | 1115 MW | 1255 MW | 15. 4. 2019       | 2026             | 2026               |          |
| Kursk II-3 | VVER-1300/510K | 1115 MW | 1255 MW | Plánováno         |                  | 2031               |          |
| Kursk II-4 | VVER-1300/510K | 1115 MW | 1255 MW | Plánováno         |                  | 2034               |          |